# Liste des districts judiciaires des îles Baléares
Les Îles Baléares disposent de six districts judiciaires, qui constituent le deuxième niveau territorial de l'administration de la justice en Espagne. Ces districts se répartissent de la manière suivante : trois appartiennent à l'île de Majorque, deux à Minorque et un comprend les îles d'Ibiza et de Formentera. L'île de Cabrera est un parc national qui appartient administrativement à la commune de Palma.

## Carte

Carte judiciaire des Îles Baléares.

## Liste des districts judiciaires
| District judiciaire | Capitale de district  | Communes |
| ------------------- | --------------------- | --- |
| 1                   | Maó                   | Alaior, Es Castell, Maó et Sant Lluís. |
| 2                   | Inca                  | Alaró, Alcúdia, Binissalem, Búger, Campanet, Consell, Costitx, Escorca, Inca, Lloret de Vistalegre, Lloseta, Llubí, Mancor de la Vall, Maria de la Salut, Muro, Pollença, Sa Pobla, Sencelles, Santa Margalida, Selva et Sineu. |
| 3                   | Palma                 | Algaida, Andratx, Banyalbufar, Bunyola, Calvià, Deià, Esporles, Estellencs, Fornalutx, Llucmajor, Marratxí, Palma, Puigpunyent, Santa Eugènia, Santa Maria del Camí, Sóller et Valldemossa.                                     |
| 4                   | Manacor               | Ariany, Artà, Campos, Capdepera, Felanitx, Manacor, Montuïri, Petra, Porreres, Ses Salines, Sant Joan, Sant Llorenç des Cardassar, Santanyí, Son Servera et Vilafranca de Bonany.                                               |
| 5                   | Ibiza                 | Ibiza, Formentera, Sant Antoni de Portmany, Sant Joan de Labritja, Sant Josep de sa Talaia et Santa Eulària des Riu. |
| 6                   | Ciutadella de Menorca | Ciutadella de Menorca, Ferreries, Es Mercadal et Es Migjorn Gran. |